# Cheese on toast

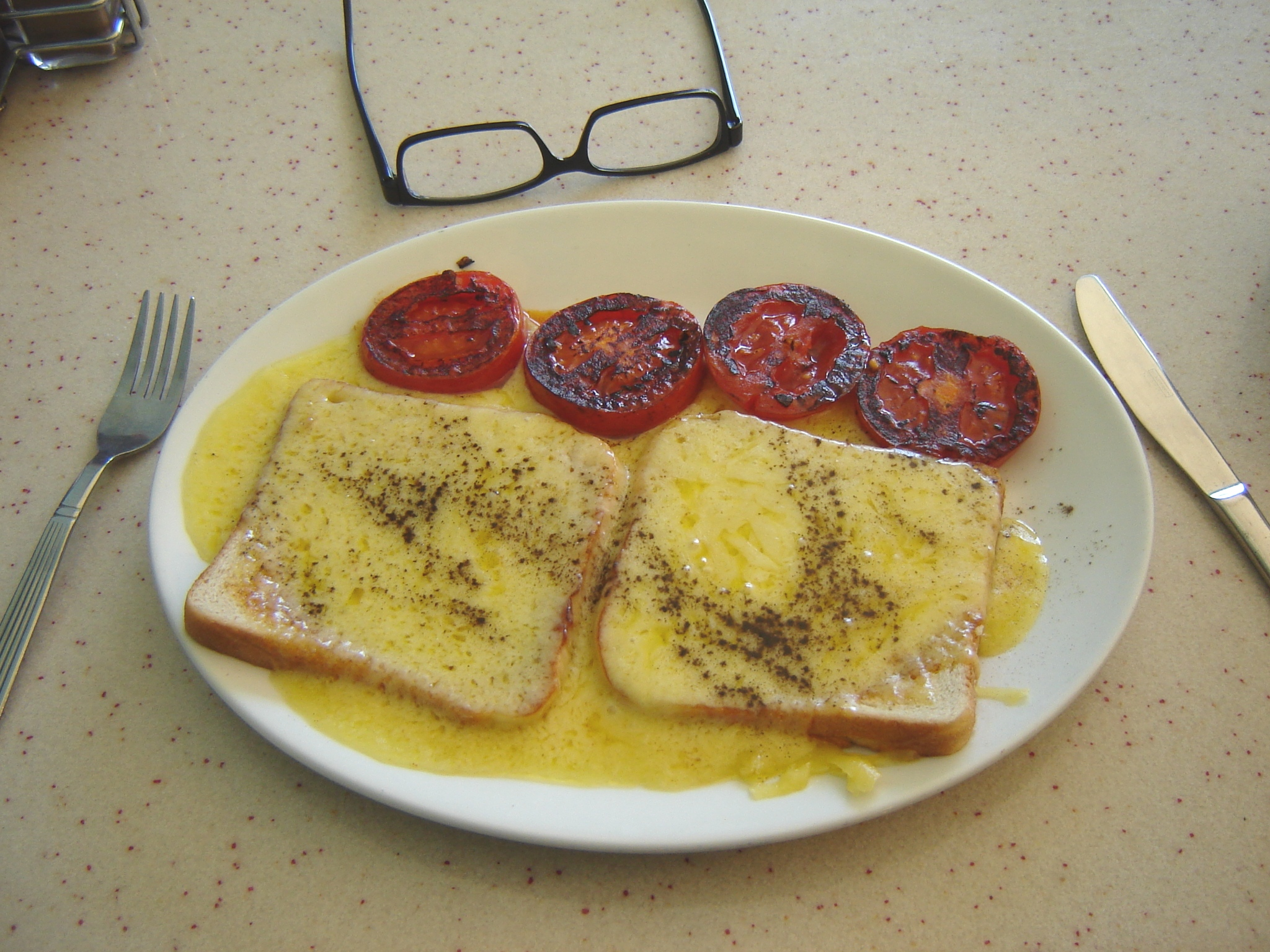
Cheese on toast básico con tomate frito y pimienta.

El cheese on toast (en inglés ‘queso en tostada’) es un aperitivo hecho fundiendo queso sobre rebanadas de pan tostado. Es una comida simple, popular en el Reino Unido. En Escocia se llama a menudo toasted cheese (‘queso tostado’).
Aunque a menudo se confunde con el Welsh rarebit, ambas recetas son bastante diferentes salvo por la coincidencia de ingredientes.

## Recetas

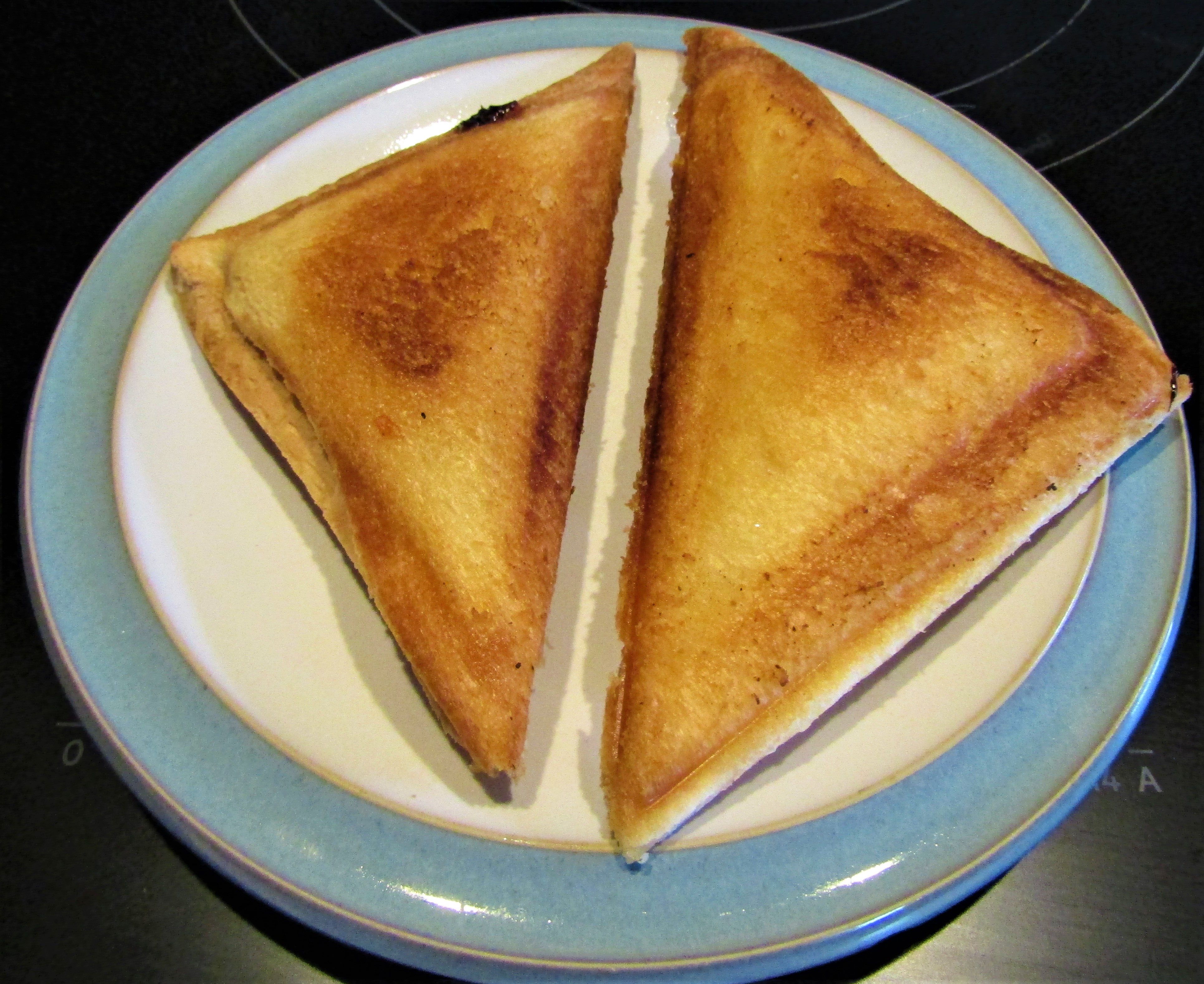
Una tostada cortada y sellada con queso y cebolla preparada en una cocina del pueblo de Trimingham, Norfolk, Inglaterra.

El chees on toast consiste en una tostada, con mantequilla o sin ella, con una cara solo tostada y queso asado en la otra. Puede añadírsele algo encima, como cebolla picada (cruda o asada con el queso) o kétchup. También son frecuentes el pepino encurtido, el Branston Pickle, los tomates fritos, los huevos fritos, la salsa Worcestershire y los baked beans. Otra variante común es añadir algo a la tostada antes de poner el queso y fundirlo en la parrilla, como tomate o una capa fina de untable, como Marmite, Vegemite (en Australia), queso crema, mostaza o kétchup.
El cheese on toast apenas necesita una receta, ya que el método de preparación resulta evidente. Como el queso fundido chorrea, suele usarse una parrilla horizontal para fundirlo. Sin embargo, pueden hacerse en tostadoras verticales con la ayuda de bolsas de PTFE.
El queso cheddar es el que se usa con mayor frecuencia para el cheese on toast. Las lácteas Lancashire han promocionado el empleo del queso Lancashire en su lugar.